# Придолиновка
Придолиновка (укр. Придолинівка) — село,
Терновский сельский совет,
Вольнянский район,
Запорожская область,
Украина.
Код КОАТУУ — 2321587304. Население по переписи 2001 года составляло 44 человека.

## Географическое положение
Село Придолиновка находится на левом берегу ручья Осокоровка в месте впадения его в реку Плоская Осокоровка,
ниже по течению на расстоянии в 1 км расположено село Терновка.
Рядом проходит автомобильная дорога М-18 (E 105).